# NGC 2577
NGC 2577 (другие обозначения — UGC 4367, MCG 4-20-42, ZWG 119.74, PGC 23498) — галактика в созвездии Рак.
Этот объект входит в число перечисленных в оригинальной редакции «Нового общего каталога».
В галактике вспыхнула сверхновая SN 2007ax типа Ia, её пиковая видимая звездная величина составила 17,2.